# 36. ceremonia wręczenia Independent Spirit Awards
36. ceremonia wręczenia niezależnych nagród Independent Spirit Awards za rok 2020, odbyła się 22 kwietnia 2021 roku na plaży w Santa Monica.
Nominacje do nagród ogłoszone zostały 26 stycznia 2021 roku przez Laverne Cox, Barry Jenkins oraz Olivię Wilde.
Po raz pierwszy wręczono nagrody w kategoriach telewizyjnych.
Galę wręczenia nagród poprowadziła Melissa Villaseñor.

## Laureaci i nominowani
Laureaci nagród wyróżnieni są wytłuszczeniem

### Produkcje kinowe

#### Najlepszy film niezależny
- Nomadland, reż. Chloé Zhao
  - Pierwsza krowa, reż. Kelly Reichardt
  - Ma Rainey: Matka bluesa, reż. George C. Wolfe
  - Minari, reż. Lee Isaac Chung
  - Nigdy, rzadko, czasami, zawsze, reż. Eliza Hittman

#### Najlepszy film zagraniczny
- Aida, reż. Jasmila Žbanić
  -  Bacurau, reż. Kleber Mendonça Filho i Juliano Dornelles
  -  Uczeń, reż. Chaitanya Tamhane
  -  Noc królów, reż. Philippe Lacôte
  -  Przygotowania, żeby być razem przez czas nieokreślony, reż. Lili Horvát

#### Najlepszy reżyser
- Chloé Zhao – Nomadland
  - Lee Isaac Chung – Minari
  - Emerald Fennell – Obiecująca. Młoda. Kobieta.
  - Eliza Hittman – Nigdy, rzadko, czasami, zawsze
  - Kelly Reichardt – Pierwsza krowa

#### Najlepszy scenariusz
- Emerald Fennell – Obiecująca. Młoda. Kobieta.
  - Lee Isaac Chung – Minari
  - Eliza Hittman – Nigdy, rzadko, czasami, zawsze
  - Mike Makowsky – Zła edukacja
  - Alice Wu – Więcej niż myślisz

#### Najlepsza główna rola żeńska
- Carey Mulligan – Obiecująca. Młoda. Kobieta. jako Cassandra „Cassie” Thomas
  - Nicole Beharie – Pani Juneteenth jako Turquoise Jones
  - Viola Davis – Ma Rainey: Matka bluesa jako Ma Rainey
  - Sidney Flanigan – Nigdy, rzadko, czasami, zawsze jako Autumn Callahan
  - Julia Garner – Asystent jako Jane
  - Frances McDormand – Nomadland jako Fern

#### Najlepsza główna rola męska
- Riz Ahmed – Dźwięk metalu jako Ruben Stone
  - Chadwick Boseman – Ma Rainey: Matka bluesa jako Levee Green (pośmiertnie)
  - Adarsh Gourav – Biały tygrys jako Balram Halwai
  - Rob Morgan – Byk jako Abe
  - Steven Yeun – Minari jako Jacob Yi

#### Najlepsza drugoplanowa rola żeńska
- Youn Yuh-jung – Minari jako Soon-ja
  - Alexis Chikaeze – Pani Juneteenth jako Kai Jones
  - Yeri Han – Minari jako Monica Yi
  - Valerie Mahaffey – Francuskie wyjście jako Madame Reynaud
  - Talia Ryder – Nigdy, rzadko, czasami, zawsze jako Skylar

#### Najlepsza drugoplanowa rola męska
- Paul Raci – Dźwięk metalu jako Joe
  - Colman Domingo – Ma Rainey: Matka bluesa jako Cutler
  - Orion Lee – Pierwsza krowa jako King-Lu
  - Glynn Turman – Ma Rainey: Matka bluesa jako Toledo
  - Benedict Wong – Dziewięć dni jako Kyo

#### Najlepszy debiut
(Nagroda dla reżysera)

Reżyser − Tytuł filmu
- Darius Marder – Dźwięk metalu
  - Radha Blank – Wersja czterdziestoletnia
  - Heidi Ewing – Na zawsze w moim sercu
  - Edson Oda – Dziewięć dni
  - Channing Godfrey Peoples – Pani Juneteenth

#### Najlepszy debiutancki scenariusz
- Andy Siara – Palm Springs
  - Kitty Green – Asystent
  - Noah Hutton – Lapsus
  - Channing Godfrey Peoples – Pani Juneteenth
  - James Sweeney – Straight Up

#### Najlepsze zdjęcia
- Joshua James Richards – Nomadland
  - Jay Keitel – Ona umrze jutro
  - Shabier Kirchner – Byk
  - Michael Latham – Asystent
  - Hélène Louvart – Nigdy, rzadko, czasami, zawsze

#### Najlepszy montaż
- Chloé Zhao – Nomadland
  - Andy Canny – Niewidzialny człowiek
  - Scott Cummings – Nigdy, rzadko, czasami, zawsze
  - Merawi Gerima – Residue
  - Enat Sidi – Na zawsze w moim sercu

#### Najlepszy dokument
- Obóz godności: Rewolucja w życiu niepełnosprawnych
  - Kolektyw
  - Dick Johnson nie żyje
  - Agent kret
  - Czas

#### Nagroda Johna Cassavetesa
(przyznawana filmowi zrealizowanemu za mniej niż pięćset tysięcy dolarów)
Tytuł filmu
- Pozostałość
  - Zabójstwo dwojga kochanków
  - La Leyenda Negra
  - Lingua Franca
  - Święty Franciszek

#### Nagroda Roberta Altmana
(dla reżysera, reżysera castingu i zespołu aktorskiego)
- Pewnego razu w Miami...

Reżyser: Regina King
Obsada: Regina King, Kimberly R. Hardin, Kingsley Ben-Adir, Eli Goree, Aldis Hodge, i Leslie Odom Jr.

#### Nagroda „Ktoś do pilnowania”
(27. rozdanie nagrody „Ktoś do pilnowania”; nagroda przyznana zostaje utalentowanemu reżyserowi z wizją, który nie otrzymał jeszcze odpowiedniego uznania. Nagroda wynosi 25 000 dolarów)

(Reżyser − Film)
- Ekwa Msangi – Farewell Amor
  - David Midell – Zabójstwo Kennetha Chamberlaina
  - Annie Silverstein – Bull

#### Nagroda „Prawdziwsze od fikcji”
(26. rozdanie nagrody „Prawdziwsze od fikcji”; nagroda przyznana została wschodzącemu reżyserowi filmu non-fiction, który jeszcze nie otrzymał uznania. Nagroda wynosi 25 000 dolarów)

(Reżyser − Film)
- Elegance Bratton – Pier Kids
  - Cecilia Aldarondo – Landfall
  - Elizabeth Lo – Stray

### Produkcje telewizyjne

#### Najlepszy serial telewizyjny
- Mogę cię zniszczyć (BBC One / HBO)
  - Mała Ameryka (Apple TV+)
  - Mały topór (Prime Video)
  - Nauczyciel (FX on Hulu)
  - Nieortodoksyjny (Netflix)

#### Najlepszy nowy serial lub serial dokumentalny
- Immigration Nation (Netflix)
  - Atlanta's Missing and Murdered: The Lost Children (HBO)
  - City So Real (National Geographic)
  - Love Fraud (Showtime)
  - We're Here (HBO)

#### Najlepszy aktor w serialu telewizyjnym
- Amit Rahaw – Nieortodoksyjny jako Yakov "Yanky" Shapiro (Netflix)
  - Adam Ali – Mała Ameryka jako Zain (Apple TV+)
  - Nicco Annan – P-Valley jako Uncle Clifford (Starz)
  - Conphidance – Mała Ameryka jako Iwegbuna (Apple TV+)
  - Harold Torres – ZeroZeroZero jako Manuel Contreras (Prime Video)

#### Najlepsza aktorka w serialu telewizyjnym
- Szira Has – Unorthodox jako Esther „Esty” Shapiro (Netflix)
  - Elle Fanning – Wielka jako Catherine the Great (Hulu)
  - Abby McEnany – Work in Progress  jako Abby (Showtime)
  - Maitreyi Ramakrishnan – Jeszcze nigdy jako Devi Vishwakumar (Netflix)
  - Jordan Kristine Seamón – Tacy właśnie jesteśmy jako Caitlin Poythress / Harper (HBO)

#### Najlepsza obsada w serialu telewizyjnym
- Mogę cię zniszczyć